# Museu d'Art Modern Andy Warhol
El Museu d'art modern Andy Warhol és un museu de Medzilaborce a Eslovàquia, fundat el setembre de 1991 per iniciativa de John Warhol, germà d'Andy Warhol.
La família d'Andy Warhol és procedent de Miková, un petit poble prop de Medzilaborce. Si Andy Warhol no va fer mai el viatge a Eslovàquia, el seu germà John hi va anar el 1987. Aquest va concretar llavors el seu projecte de museu que va ser inaugurat l'any 1991. El museu ocupa un edifici modern al carrer Andy Wahrola.
El museu alberga disset obres originals de Andy Warhol així com les obres del seu germà, John i del seu nebot, l'il·lustrador James Warhola. També s'hi poden veure objectes que han estat propietat a la família Warhol i al pintor.